# Cho Jung-hyun (calciatore)
Cho Jung-hyun (조정현?; 12 novembre 1969 – 10 luglio 2022) è stato un calciatore sudcoreano, di ruolo attaccante.